# Centro Cultural Le Havre
O Centro Cultural Le Havre, atualmente chamado Le Volcan (o Vulcão), se situa em frente à Place du Général-de-Gaulle, na comuna francesa Le Havre. Foi projetada por Oscar Niemeyer e inaugurada em 1982.
A construção abriga um teatro, uma sala polivalente, uma cinema, estúdios de gravação e salas de exposição.